# Paradiopa
Paradiopa là một chi bướm đêm thuộc họ Noctuidae.

## Loài
- Paradiopa albidisca Holloway, 1976
- Paradiopa parthenia Prout, 1928
- Paradiopa postfusca (Hampson, 1893)